# Ocimum americanum
La albahaca lima (Ocimum americanum) es una especie de planta herbácea anual perteneciente a la familia de las lamiáceas, originaria y ampliamente distribuida en los trópicos del Viejo Mundo; naturalizada en Mesoamérica, Perú, Bolivia, Brasil. Es una planta herbácea anual con flores de color blanco o lavanda. Es usada como planta medicinal.

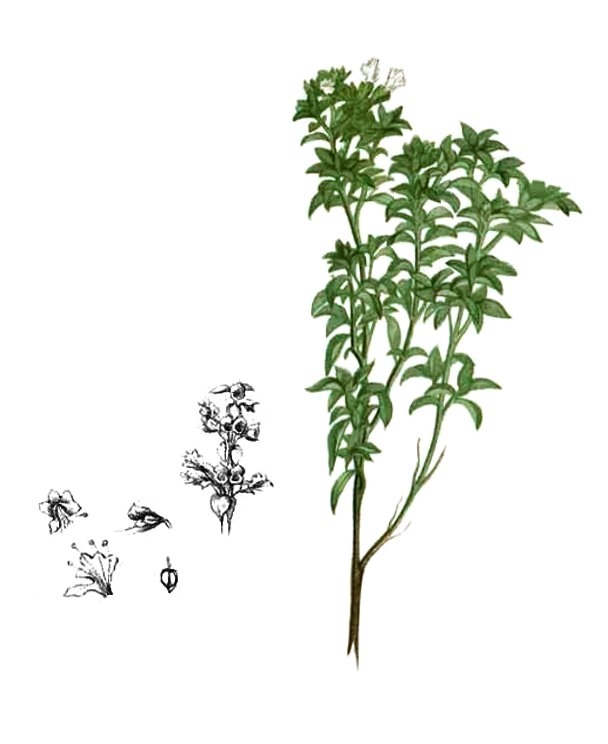
Ilustración

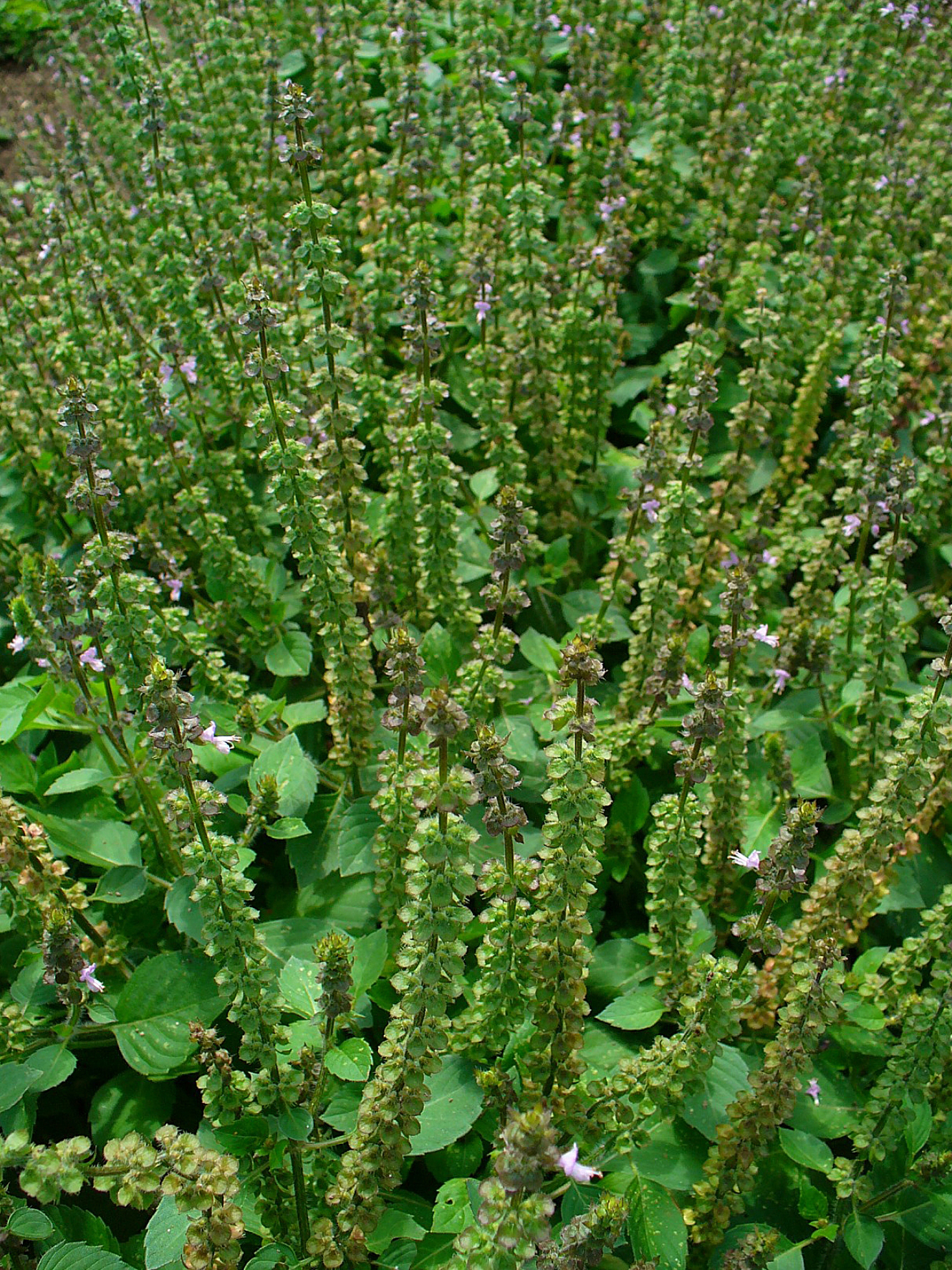
En su hábitat

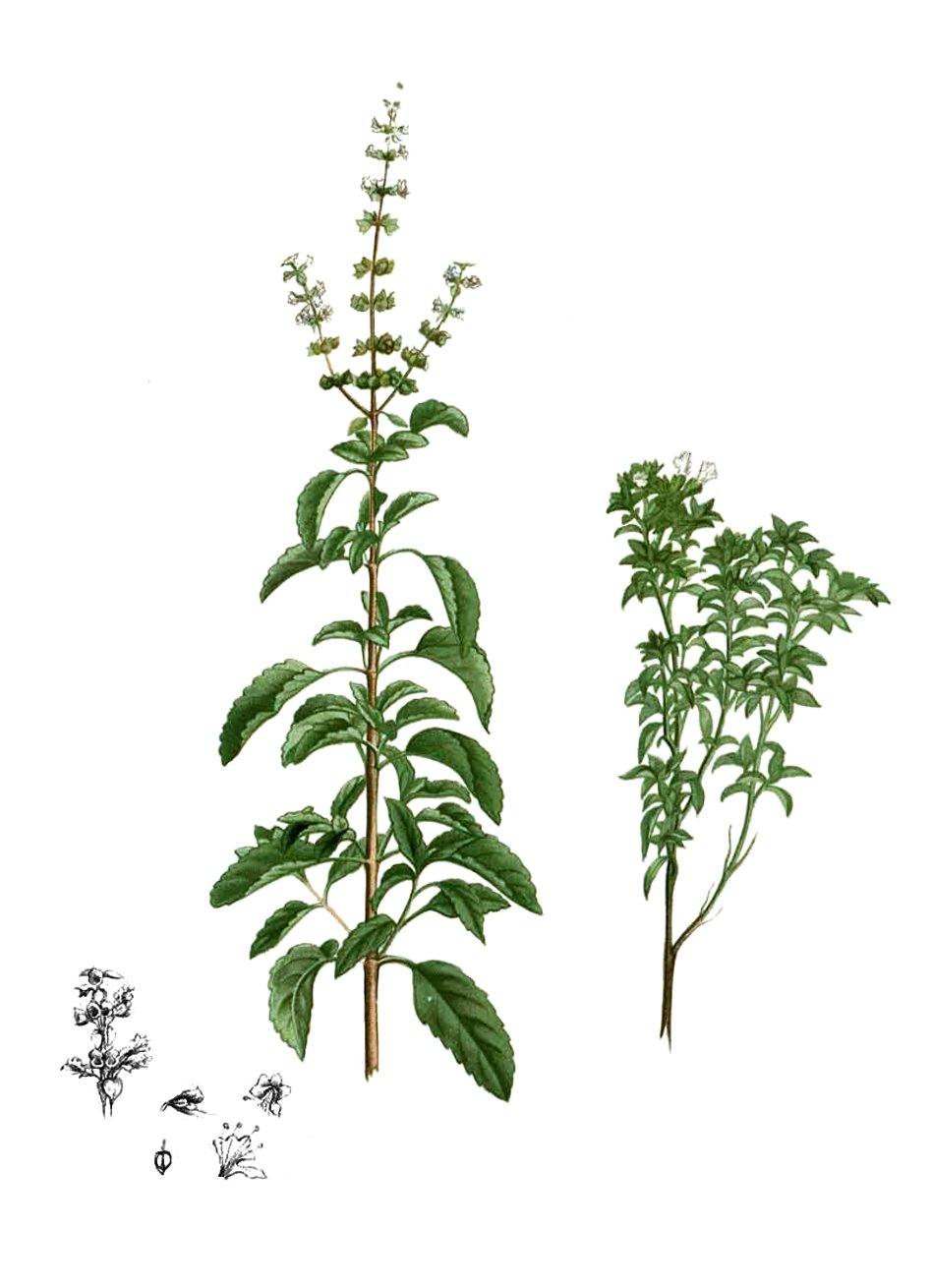
Ilustración

## Descripción
Son hierbas anuales o perennes de vida corta, que alcanzan un tamaño de 0.15-0.5 m de altura; tienen tallos solitarios, desde una raíz axonomorfa, libremente ramificados distalmente, pelosos con tricomas retrorsos. Hojas 8-25 × 5-20 mm, ovadas a elípticas, ambas superficies más o menos glabras, punteado-glandulares, la base atenuada, los márgenes enteros en la parte más ancha, serrados distalmente, el ápice agudo; pecíolos 2-15 mm. Flores con brácteas subyacentes persistentes; brácteas hasta 5 mm, enteras, escasamente puberulentas; pedicelos 3-4 mm. Cáliz florífero 2-3 mm; cáliz fructífero 3-4 mm, el lobo superior brevemente decurrente, la garganta abierta con un denso anillo de tricomas por dentro. Corola 4-6 mm, blanca a rosado-púrpura, el tubo 4-5 mm. Estambres con los filamentos superiores glabros, apendiculados. Nuececillas 1.5-2 mm, pardo oscuro. Introducida, áreas alteradas.

## Taxonomía
Ocimum americanum fue descrita por Carlos Linneo y publicado en Centuria I. Plantarum ... 15–16, en 1755.
Etimología
Ocimum: nombre genérico que deriva del griego antiguo okimo usado por Teofrasto y Dioscorides para referirse a la hierba aromática.
americanum: epíteto geográfico que alude a su localización en América.
Sinonimia
- Ocimum canum Sims, Bot. Mag. 51: t. 2452 (1823).
- Ocimum stamineum Sims, Bot. Mag. 51: t. 2452 (1823).
- Ocimum fruticulosum Burch., Trav. S. Africa 2: 264 (1824).
- Ocimum brachiatum Blume, Bijdr.: 833 (1826).
- Ocimum hispidulum Schumach. & Thonn. in C.F.Schumacher, Beskr. Guin. Pl.: 266 (1827).
- Ocimum incanescens Mart., Reise Bras. 2: 799 (1828).
- Ocimum fluminense Vell., Fl. Flumin. 4: t. 11 (1829).
- Ocimum album Roxb., Fl. Ind. ed. 1832, 3: 15 (1832).
- Ocimum dichotomum Hochst. ex Benth. in A.P.de Candolle, Prodr. 12: 39 (1848).
- Ocimum thymoides Baker in D.Oliver & auct. suc. (eds.), Fl. Trop. Afr. 5: 344 (1900).
- Ocimum dinteri Briq., Bull. Herb. Boissier, II, 3: 980 (1903).[4]